# Leptochilus perialis
Leptochilus perialis är en stekelart som beskrevs av Parker 1966. Leptochilus perialis ingår i släktet Leptochilus och familjen Eumenidae. Inga underarter finns listade i Catalogue of Life.